# Sorex antinorii
Sorex antinorii (мідиця вальська) — вид роду мідиця. 

## Таксономія
Каріотип: 2n = 24/25 і FN = 40. До 2002 року вид розглядався як хромосомна раса виду Sorex araneus.

## Поширення
Проживає у всій Італії, крім південної Апулії, на південному сході Франції, в південній Швейцарії. Вибирає райони з густою рослинністю, на висотах 0–1300 метрів над рівнем моря.

## Загрози та охорона
Пестициди та втрати місць проживання (в результаті розширення сільськогосподарського виробництва) є основними загрозами.